# Sorgenfreispira ardovinii
Sorgenfreispira ardovinii é uma espécie de gastrópode da família Mangeliidae.